# 상경로
상경로(上京路)는 충청북도 괴산군 괴산읍 괴산 교차로와 음성군 원남면 하당삼거리를 잇는 충청북도의 도로이다. 도로명은 조선시대에 한양으로 가는 길목이었다고 하여 '상경로'로 명명되었다. 원래는 전구간이 국도 제37호선에 속했으나, 2021년 8월 31일에 괴산 ~ 음성간 도로(상경북로)가 왕복 4차로로 개통됨에 따라 국도 노선 지정이 변경되었다. 상경로는 이설 전의 국도 제37호선 구간을 지난다.

## 주요 경유지
충청북도
- 괴산군 (괴산읍 - 소수면) - 음성군 원남면

## 연혁
- 2009년 7월 17일 : 상경로로 명명
- 2021년 8월 31일 : 일부 구간에 대해 국도 제37호선 노선 지정 해제[1]

## 노선
| 이름                  | 접속 노선                         | 소재지        | 소재지        | 비고                                                                                    |
| 중부로와 직결         | 중부로와 직결                     | 중부로와 직결 | 중부로와 직결 | 중부로와 직결                                                                           |
| --------------------- | --------------------------------- | ------------- | ------------- | --------------------------------------------------------------------------------------- |
| 괴산 교차로           | 국도 제34호선 (중부로)            | 괴산군        | 괴산읍        | 국도 제37호선 구간 국가지원지방도 제49호선 구간                                         |
| 아성2교 아성육교      |                                   | 괴산군        | 소수면        | 국도 제37호선 구간 국가지원지방도 제49호선 구간                                         |
| 아성 교차로           | 임꺽정로                          | 괴산군        | 소수면        | 국도 제37호선 구간 국가지원지방도 제49호선 구간                                         |
| 아성1 교차로          | 상경로아성4길 상경로아성5길       | 괴산군        | 소수면        | 국도 제37호선 구간 국가지원지방도 제49호선 구간                                         |
| 아성교                |                                   | 괴산군        | 소수면        | 국도 제37호선 구간 국가지원지방도 제49호선 구간                                         |
| 고마 교차로           | 원소로                            | 괴산군        | 소수면        | 국도 제37호선 구간 국가지원지방도 제49호선 구간                                         |
| 입암 교차로 (입암1교) | 소수로 소수로1길                  | 괴산군        | 소수면        | 국도 제37호선 구간 국가지원지방도 제49호선 구간 음성 방면 진입 불가 괴산 방면 진출 불가 |
| 소수1교               |                                   | 괴산군        | 소수면        | 국도 제37호선 구간 국가지원지방도 제49호선 구간                                         |
| 찬샘 교차로 (소수2교) | 지방도 제508호선 (소수로) 길선2길 | 괴산군        | 소수면        | 국도 제37호선 구간 국가지원지방도 제49호선 구간 음성 방면 진출 불가 괴산 방면 진입 불가 |
| 궁굴교                |                                   | 괴산군        | 소수면        | 국도 제37호선 구간 국가지원지방도 제49호선 구간                                         |
| 길선1 교차로          | 길선길                            | 괴산군        | 소수면        | 국도 제37호선 구간 국가지원지방도 제49호선 구간                                         |
| 길선2 교차로          | 국도 제37호선 (상경북로) 길선4길  | 괴산군        | 소수면        | 국도 제37호선 구간 국가지원지방도 제49호선 구간                                         |
| (이름 없음)           | 국가지원지방도 제49호선           | 음성군        | 원남면        |                                                                                         |
| 구안삼거리            | 충도로                            | 음성군        | 원남면        |                                                                                         |
| 구안 교차로           | 국도 제37호선 (상경북로)          | 음성군        | 원남면        |                                                                                         |
| 구안2 교차로          | 국도 제37호선 (상경북로)          | 음성군        | 원남면        |                                                                                         |
| 하당육교              |                                   | 음성군        | 원남면        |                                                                                         |
| 하당삼거리            | 국도 제36호선 (충청대로)          | 음성군        | 원남면        |                                                                                         |